# Canal+ Film
Canal+ Film (bis zum 11. März 2004 Canal+ Żółty) ist einer der fünf Canal+ Sender in Polen des französischen Unternehmens Canal+. Der Sender startete am 15. November 1998 als Canal+ Żółty. Der Sender sendet hauptsächlich Filme die ihre Premiere bereits auf dem Hauptsender Canal+ hatten, 24 Stunden. Schwestersender sind Canal+ HD, Canal+ Family HD, Canal+ Family 2 HD und Canal+ Sport HD. Am 5. April 2013 startete in Polen zusätzlich der Sender Canal+ Film 2 HD. Dieser wurde am 11. Mai 2015 durch Canal+ Seriale HD ersetzt.

## Empfang
Canal+ Film war über Satellit bei der Satellitenstation Cyfra+ empfangbar. Seit März 2013 sind die beiden Sender bei nc+ empfangbar. Über Kabel werden die Sender bei den Providern UPC Polska, Vectra, Multimedia Polska und weiteren empfangbar. Seit April 2013 werden die beiden Sender bei Orange Polska per IPTV verbreitet.

## Logos

Logo von Canal+ Żółty bis zum 11. März 2004
Logo von Canal+ Film bis 2009
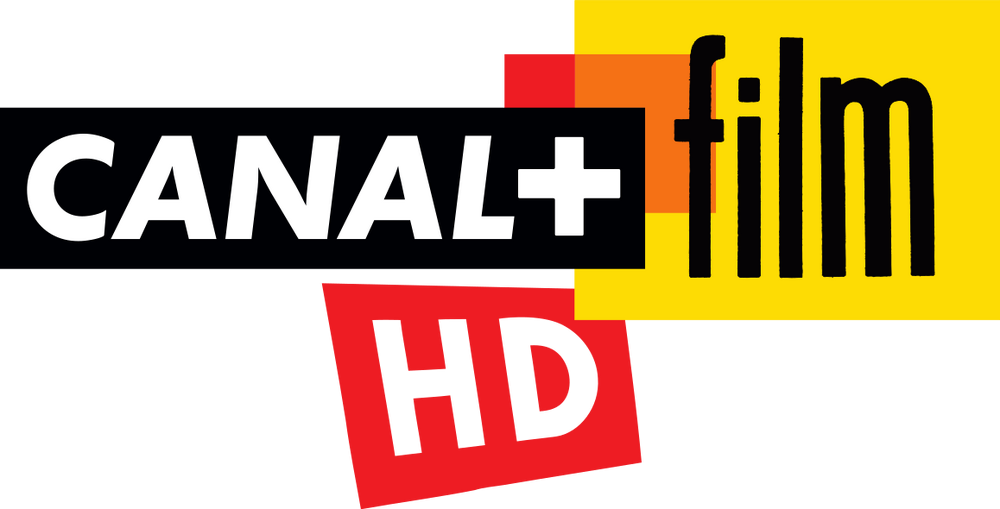
Logo von Canal+ Film HD von 2007 bis 2009
Logo von Canal+ Film bis zum 4. April 2013
Alternativlogo von Canal+ Film bis zum 4. April 2013
Logo von Canal+ Film HD bis zum 4. April 2013
Alternativlogo von Canal+ Film HD bis zum 4. April 2013
Logo von Canal+ Film HD bis zum 11. Mai 2015
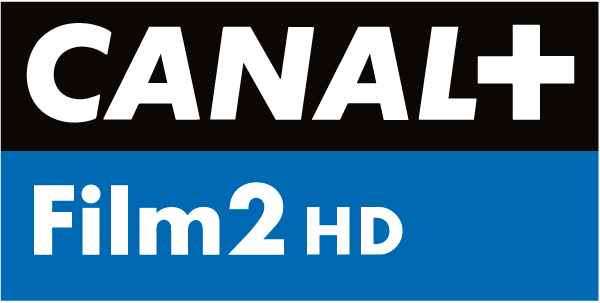
Logo von Canal+ Film 2 HD bis zum 11. Mai 2015
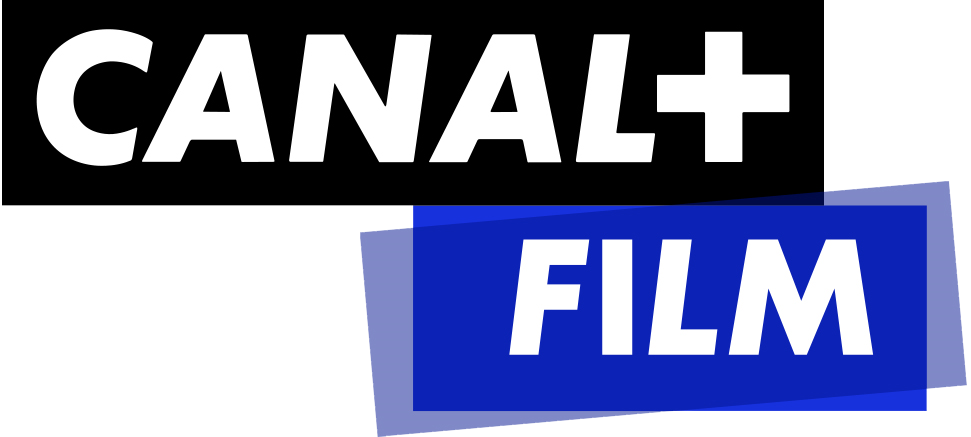
Logo von Canal+ Film seit dem 11. Mai 2015